# Branča vas
Branča vas (nemško Franzendorf) je naselje v Občini Bilčovs v Okraju Celovec-dežela na Koroškem v Avstriji.